# Ilex eoa
Ilex eoa är en järneksväxtart som beskrevs av Brother Alain. Ilex eoa ingår i släktet järnekar, och familjen järneksväxter. Inga underarter finns listade i Catalogue of Life.